# NGC 7794
NGC 7794 (другие обозначения — PGC 73103, UGC 12872, MCG 2-1-4, ZWG 433.10, KUG 2356+104, IRAS23560+1026) — галактика в созвездии Пегас.
Этот объект входит в число перечисленных в оригинальной редакции «Нового общего каталога».
В галактике вспыхнула сверхновая SN 1995ai типа II, её пиковая видимая звездная величина составила 18,3.